# Angeliki Laiou
Angeliki E. Laiou (gr. Αγγελική Λαΐου, Angelikí̱ Laḯou; ur. 6 kwietnia 1941 w Atenach, zm. 11 grudnia 2008 w Bostonie) – grecka historyk, bizantynolog. 

## Życiorys
Urodziła się w rodzinie pontyjskich Greków. Ukończyła studia na Uniwersytecie w Atenach. Jej mistrzem był Dionisios Zakitinos. Następnie kontynuowała studia na Brandeis University. Jej praca doktorska została obroniona w 1966 roku w Harvard University. Od 1981 roku aż do śmierci była profesorem ośrodka studiów bizantyńskich w Dumbarton Oaks. Zajmowała się głównie badaniem dziejów kobiet w Bizancjum.

## Wybrane publikacje
- Constantinople and the Latins: The Foreign Policy of Andronicus II, 1282–1328, Harvard University Press 1972.
- Peasant society in the late Byzantine Empire: a social and demographic study, Princeton University Press 1977.
- Mariage, amour et parenté à Byzance aux XIe–XIIIe siècles, Paris: De Boccard 1992.

## Publikacje w języku polskim
- (redakcja) Świat Bizancjum, t. 3: Bizancjum i jego sąsiedzi 1204-1453, pod redakcją Angeliki Laiou, Cécile Morisson, przeł. Andrzej Graboń, Kraków: Wydawnictwo WAM 2014.
- Paleologowie i otaczający świat (1261–1400) [w:] Bizancjum 1024-1492, t. 2, red. Jonathan Shepard, przeł. Jolanta Kozłowska, Robert Piotrowski, Warszawa: Wydawnictwo Akademickie Dialog 2015, s. 282-308.